# Rachel Portman
Rachel Mary Berkeley Portman, OBE (Haslemere, 11 de dezembro de 1960) é uma compositora de trilhas sonoras britânica. Por seu trabalho no filme Emma, em 1996, ela foi a primeira mulher a ganhar o Oscar de Melhor Trilha Sonora.

## Vida e Carreira
Portman nasceu em 11 de dezembro de 1960 em Halesmere, Inglaterra, filha de Penelope e Berkeley Charles Portman. Ela estudou na Chaterhouse School e no Worchester College, em Oxford.
Portman já foi indicada ao Oscar em três ocasiões, por Emma em 1996, The Cider House Rules em 1999 e por Chocolat em 2000, tendo vencido por Emma. Ela também já compôs para outros filmes e programas de televisão.
Em 2008, compôs a soundtrack para o filme "A Duquesa", com Keira Knightley, que interpreta o papel de Georgiana. "A Duquesa" é um drama de época inglês que ganhou o Oscar de melhor figurino. 
No dia 19 de maio de 2010 ela recebeu o Prêmio Richard Kirk da BMI Film & TV Awards, que é dado apenas aos compositores com grandes contribuições para a música de filmes e televisão. Portman fez história por ter sido a primeira mulher a receber o prêmio, se juntando a compositores como Danny Elfman, Alan Menken, Lalo Schifrin, John Barry e John Williams.